# Sabuzedo
Sabuzedo est un village de la municipalité de Montalegre, dans le district de Vila Real, au Portugal.

## En général
« As Alminhas » ont été construites en pierre en 1858. Elles représentent Notre-Dame du mont Carmel en azulejos, avec la date 1858 inscrite sur le fronton. Au sommet se trouve un cadran solaire avec une petite croix et un pinacle.
Le village mérite d'être visité : la vieille école (désormais propriété privée) et la maison du garde forestier en ruines, le calvaire et la chapelle qui n'est ouverte que les jours de messe en l'honneur de Notre-Dame du Mont Carmel et le jour de la fête, le dernier dimanche de juillet (En 2020, le 26 juillet).

## Logement
Le village est doté d'un gîte nommé "Casa da Gemea". 